# Can Brunet (Castellbell i el Vilar)
Can Brunet és una obra de Castellbell i el Vilar (Bages) protegida com a bé cultural d'interès local.

## Descripció
Es tracta d'una masia situada en una zona coneguda com els camps del Ferran. És un conjunt d'edificis, fruit de diferents reformes i èpoques, del que destaca la porxada de doble alçada.

## Història
Masia documentada a partir de l'any 1324.